# Вёрт-ан-дер-Донау (замок)
Вёрт-ан-дер-Донау (нем. Schloss Wörth) — замок над городом Вёрт-ан-дер-Донау в районе Регенсбург в Баварии. Мощный замок в стиле ренессанс имеет строился как мощная крепость и прекрасно сохранился до нашего времени. Является одним из крупнейших замков Восточной Баварии. Построен в X веке (около 914 года), а позднее неоднократно перестроен, расширен и в нынешнем виде сформировался в XVI и XVII веках. Крепость принадлежала князьям-епископам Регенсбурга со времён Средневековья и являлась стратегически важной.

## История

### Ранний период
Окрестные земли с раннего Средневековья принадлежали Регенсбургскому епископству. Расположенные здесь самые ранние укрепления назывались изначально Auf'n Berg. Впервые в документах  замок упоминается в 1264 году. Но нет сомнений, что он существовал на вершине холма гораздо раньше. 
В 1285 году епископ Регенсбургский граф Генрих фон Роттенек открыл здесь под защитой прочных стен епископский монетный двор. С 1345 года епископы Регенсбурга передавали Вёрт в управление местным дворянским семьям, таким как фон Ауэр и фон Хамерауэр. В 1433 году епископ Конрад VII фон Зост смог сохранить контроль над замком в вооружённом противостоянии с баварским герцогом. Богатые качественной древесиной окрестные леса приносили епископам хороший доход.

### Новое время

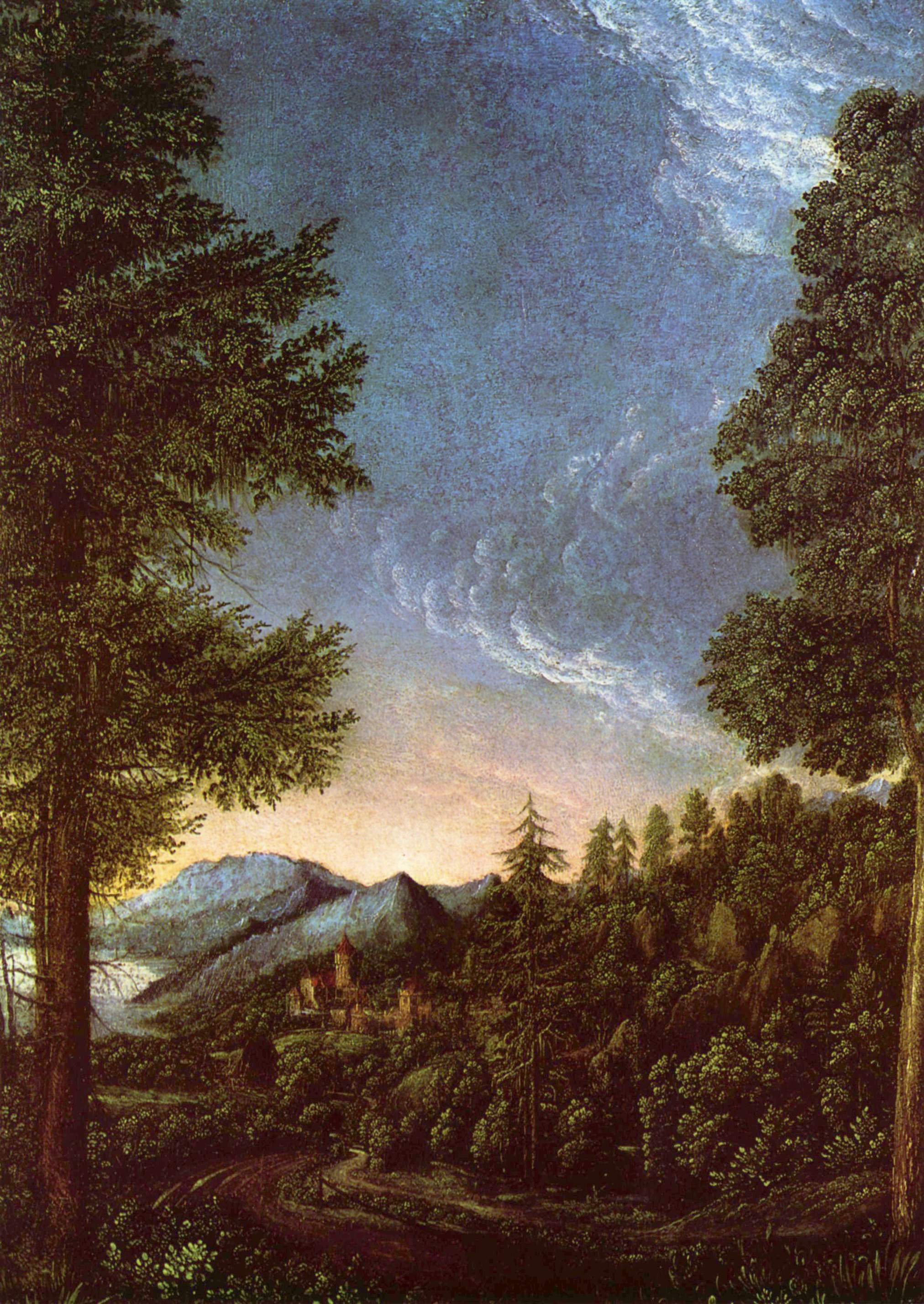
Замок Вёрт на картине Альбрехта Альтдорфера 1522 года

Перестройка крепости в ренессансный замок началась в 1522 года. Работа затянулись на десятилетия и продолжались вплоть до XVII века. Основной период строительства здания новой резиденции пришёлся на правление графа Иоганна III Пфальцского (1507-1538). Около 1570 работы по расширению жилых построек всё ещё продолжались. В 1616 году епископ Альберт фон Тоэрринг-Штайн пристроил к северному крылу комплекса часовню.
В зимнее время замком управлял наместник, а на лето превращался в резиденцию епископа. Бывало, что епископы проводили здесь весь год. Особенно в периоды вооружённых конфликтов или восстаний.
Замок благополучно пережил ужасы Тридцатилетней войны. Боевые действия практически не причинили вреда постройкам.

### XIX век
В 1803 году замок и все владения вокруг вошли в состав новообразованного Архиепископство Регенсбург.
26 июля 1806 года князь епископ Карл Теодор фон Дальберг, последний императорский курфюрст из среды клириков, принял условия секуляризации и вступил в Рейнский союз в статусе князя-примаса. В 1810 году вся территория вокруг Вёрта (в том числе и крепость) вошли в состав королевства Бавария. В 1812 году замок оказался во владении старинного княжеского рода фон Турн-и-Таксис. Таким образом была компенсирована утрата права почтовых сборов для бывшего рейхспочтмейстера князя Карла Александра фон Турн-и-Таксис.
До 1848 года вы замке Вёрт располагался патримониальный суд князей Турн-и-Таксис. Позднее он был преобразован в окружной суд, который функционировал здесь до 1939 года. В 1899 году глава рода Турн-и-Таксис получил право именоваться герцогом Вёрт унд Донауштауф.

### XX век
После прихода к власти, нацисты конфисковали замок. C 1933 года здесь размещался лагерь Имперской службы труда. Здесь отрабатывали шестимесячную трудовую повинность немецкие юноши.
С 1946 по 1947 год замок Вёрт служил в качестве молодежного центра Регенсбургской епархии. А с 1949 по 1976 год здесь размещалось училище немецкого управления железных дорог Deutsche Bundesbahn.
с 1952 по 1969 год в замке проходил ежегодный фестиваль културы. Это событие имело большое культурное значение для всего региона. В замке прошли показы 170 спектаклей.
В 1978 году князь Иоганнес Турн-и-Таксис продал замок крупной строительной компании. В 1984 году Вёрт приобрела Ассоциация владельцев замков, для которых Регенсбургский район является одним из приоритетных. В период с 1985 по 1998 год в замке проходили масштабные реставрационные работы.
С 1988 году замок арендуется пенсионным фондом. С тех пор здесь располагается дом престарелых Pro Seniore.

## Описание замка

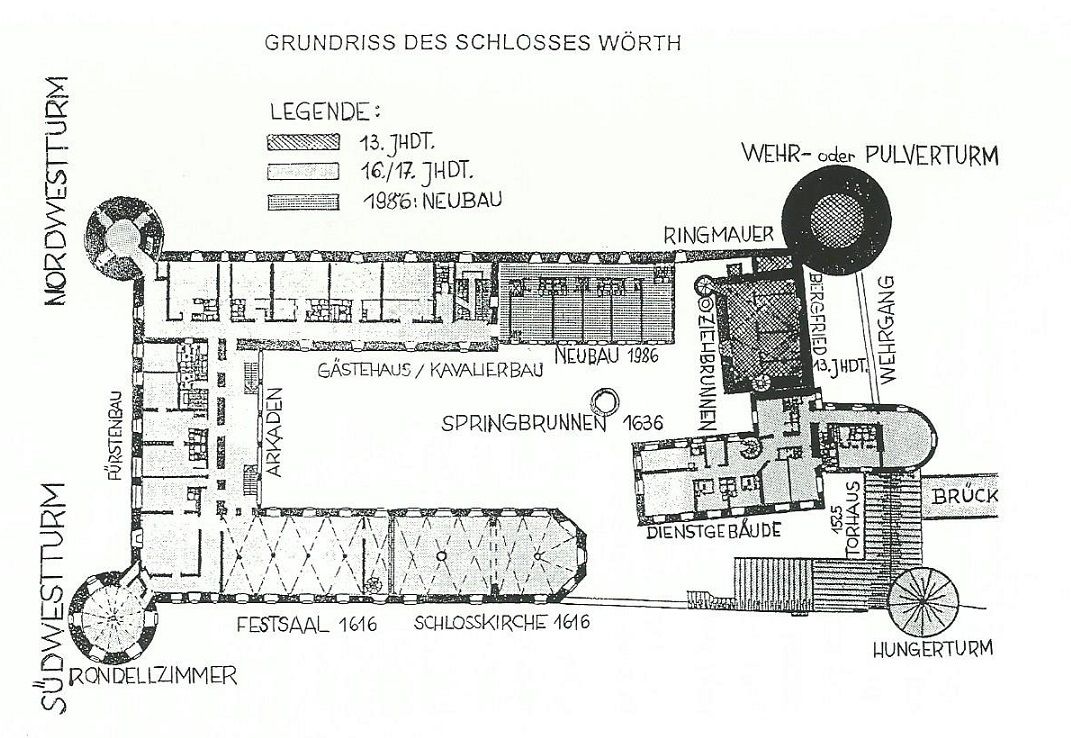
План замка

Обширный комплекс зданий, стен и круглых башен имеет в основе форму правильного прямоугольника. В восточной части крепости можно увидеть ворота 1605 года постройки и герб с латинскими инициалами епископа Регенсбурга, принца-епископа Вольфганга фон Хаузена. При нём проходила реконструкция крепости, которая должна была превратить её в представительную летнюю резиденцию эпохи Возрождения. За первыми воротами следуют двухэтажные главные ворота, построенные в 1525 году. Их оборону были призваны усилить двумя башни с пушками. При этом в левой башне размещалась темница (ублиет).
Герб над внутренними воротами принадлежал Иоганну III Пфальцcкому, который и стал инициатором перестройки крепости. Основным архитектором выступил Альбрехт Альтдорфер, служивший в том время городским архитектором Регенсбурга. Вход в главные ворота вёл через подъёмный мост. Перед ними располагался небольшой сад и барочный павильон.
При входе в крепость слева расположено здание (казарма) для солдат, а справа — здание, где находились различные хозяйственные помещения и службы. Примыкающая к зданию 6-этажная жилая каменная башня датируется XIII веком. Вероятно, её можно считать старейшим сооружением замка. В прежние времена на башне размещались часы с каждой из сторон. В XVII веке башня были переоборудована в тюрьму. Здесь создали несколько камер для заключенных. Кое-где можно разглядеть следы того времени. Раньше башня была на этаж выше и с плоской крышей окружённой зубчатой стеной. Позднее, в XVII веке, наверху построили купольную крышу. После удара молнии в 1778 году эта часть замка сгорела.
Мощные внешние каменные стены впечатляют своей толщиной, достигающей у основания трёх метров.
К западу находится трёхкрылое здание княжеской резиденции, которое было построено в период с XVI по XVII века. Здесь же находился Рыцарский зал замка. Часть бывших помещений резиденции открыта для посещения туристами.
Впечатляет и размер погреба под главным зданием. Он достигает 80 метров в длину. А всё южное крыло опирается на его массивный свод.
Во дворе замка есть два колодца. Возможно, самый ранний был построен ещё в 1450 году. Другой, богато декорированный, создан в 1566 году при епископе Витусе фон Фраунгофере. Но скорее всего их использовали как цистерны. Воду набирали из горного ручья Марктбах. В более поздние времена её закачивали с помощью насосов.

## Галерея

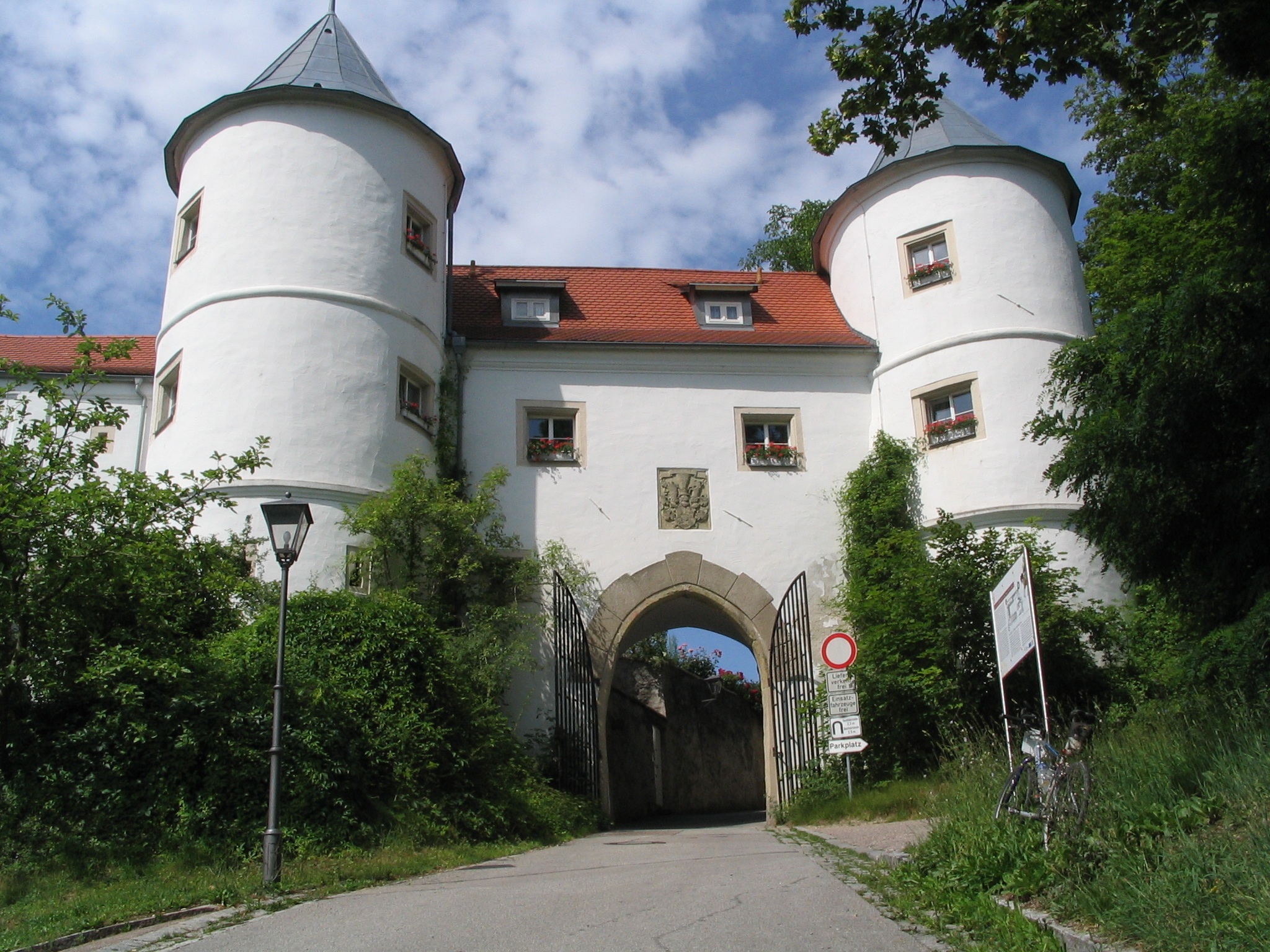
Главные ворота замка
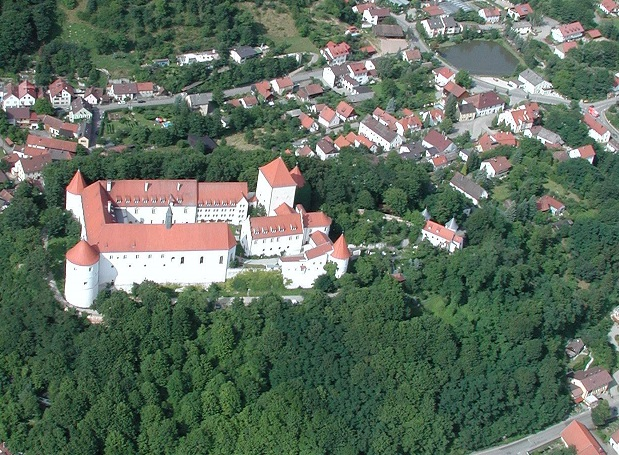
Вид замка с высоты
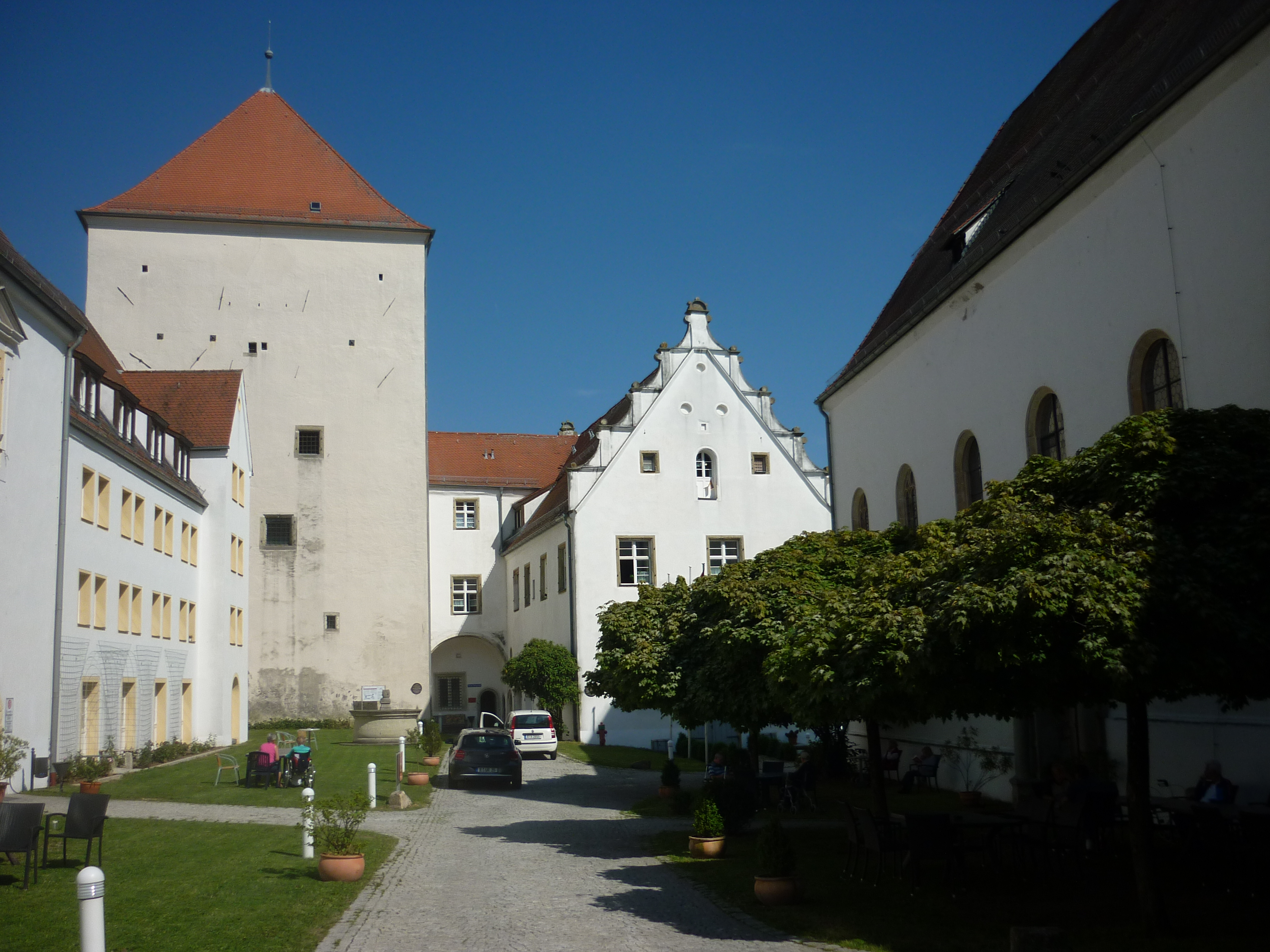
Внутренний двор и бергфрид замка
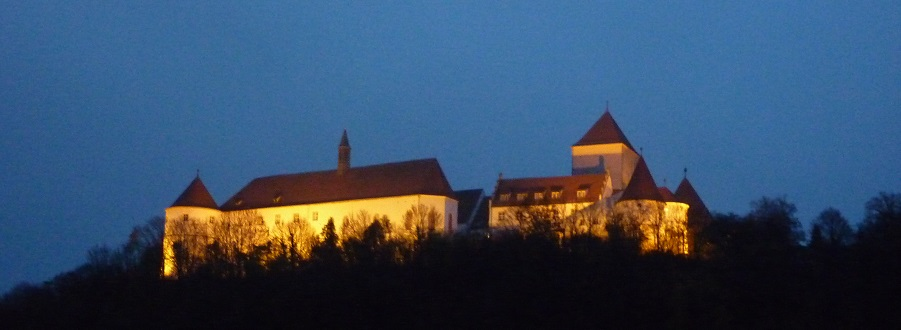
Подсветка замка в ночное время
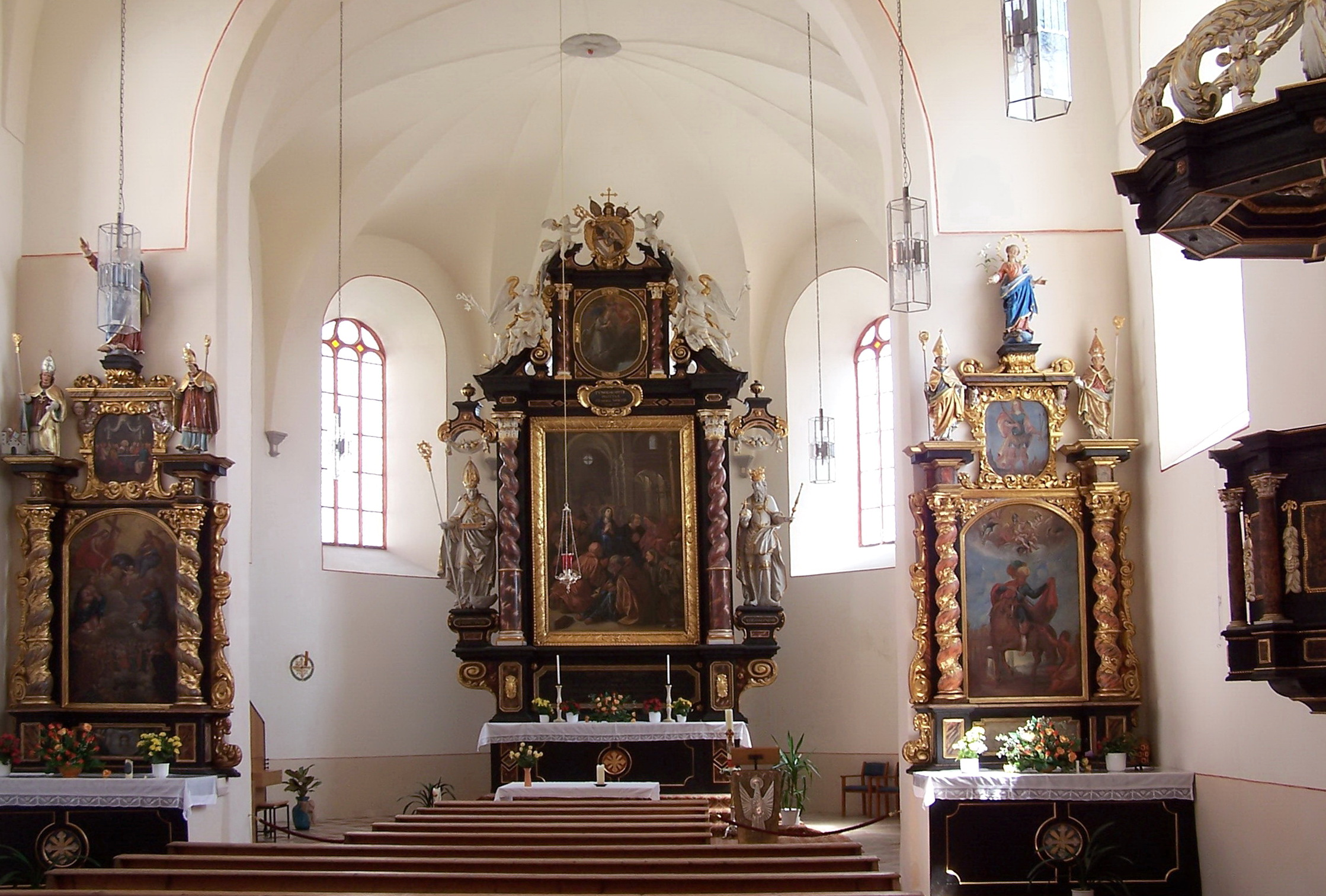
Внутри замковой капеллы